# Nederlandse kampioenschappen schaatsen afstanden 1992 - 500 meter vrouwen
De 500 meter vrouwen op de Nederlandse kampioenschappen schaatsen afstanden 1992 werd in januari 1992 in ijsstadion Thialf te Heerenveen verreden, waarbij zestien deelneemsters startten.
Titelverdedigster was Christine Aaftink die de titel pakte tijdens de NK afstanden 1991. 

## Uitslag
| #      | Schaatsster          | tijd    |
| ------ | -------------------- | ------- |
| Goud   | Christine Aaftink    | 0.41,04 |
| Zilver | Sandra Voetelink     | 0.41,23 |
| Brons  | Anita Loorbach       | 0.41,52 |
| 4      | Marieke Stam         | 0.41,71 |
| 5      | Herma Meijer         | 0.41,83 |
| 6      | Sandra Zwolle        | 0.42,40 |
| 7      | Renske Vellinga      | 0.42,63 |
| 8      | Annamarie Thomas     | 0.43,16 |
| 9      | Anja Bollaart        | 0.43,16 |
| 10     | Andrea Nuyt          | 0.43,47 |
| 11     | Gonnie Brunia        | 0.43,47 |
| 12     | Tineke Hulzebosch    | 0.43,47 |
| 13     | Barbara de Loor      | 0.43,53 |
| 14     | Janine Koudenburg    | 0.43,53 |
| 15     | Manuela Ossendrijver | 0.43,85 |
| 16     | Carla Zijlstra       | 0.44,49 |

Uitslag op
1987 · 
1988 · 
1989 · 
1990 · 
1991 · 
1992 · 
1993 · 
1994 · 
1995 · 
1996 · 
1997 · 
1998 · 
1999 · 
2000 · 
2001 · 
2002 · 
2003 · 
2004 · 
2005 · 
2006 · 
2007 · 
2008 · 
2009 · 
2010 · 
2011 · 
2012 · 
2013 · 
2014 · 
2015 · 
2016 · 
2017 · 
2018 · 
2019 · 
2020 · 
2021 · 
2022 · 
2023 · 
2024 · 
2025